# Follow Blind
Это статья об альбоме американской панк-рок-группы Wipers. Об альбоме немецкой метал-группы Blind Guardian см. Follow the Blind
Follow Blind — пятый студийный альбом американской панк-рок-группы Wipers, вышедший в 1987 году.

## Об альбоме
Follow Blind более депрессивен и задумчив по настроению, чем предыдущие работы группы.

## Список композиций
1. Follow Blind
2. Someplace Else
3. Any Time You Find
4. The Chill Remains
5. Let It Slide
6. Against The Wall
7. No Doubt About It
8. Don’t Belong To You
9. Losers Town
10. Coming Down
11. Next Time

## Участники записи
- Грег Сэйдж — гитара, вокал, музыка, тексты, запись, продюсирование
- Брэд Дэйвидсон — бас-гитара
- Стив Плоуф — ударные